# Battaglia di Bileća
La battaglia di Bileća fu combattuta nell'agosto del 1388 tra l’esercito del Regno di Bosnia, guidato dal granduca Vlatko Vuković, e l'Impero ottomano, sotto la guida di Lala Shahin Pascià. 
L'esercito ottomano fece irruzione a Hum, la regione meridionale del regno; dopo giorni di saccheggi, gli invasori si sono scontrati con i difensori vicino alla città di Bileća, a nord-est di Ragusa. La lotta si concluse con una sconfitta per gli ottomani.

## Contesto storico
I turchi ottomani, con sede in Tracia, furono un fattore militare e politico considerevole per i Balcani occidentali negli anni ottanta del XIII secolo. Dopo aver trasformato i governanti di vari paesi della Macedonia in loro vassalli, gli Ottomani, sotto Murad I, iniziarono a lanciare incursioni a ovest, verso la costa adriatica. Aiutarono con entusiasmo i signori feudali dei Balcani nelle loro guerre tra di loro, aumentando e sfruttando la discordia e indebolendo di proposito gli stati balcanici. 
Il Regno di Bosnia era ritenuto sufficientemente lontano da essere al sicuro da un'incursione ottomana, inoltre ad est era protetto da una cintura di stati indipendenti, sorti dopo la caduta dell'Impero serbo. Tuttavia, questa distanza non si è rivelata un ostacolo; l'ostilità tra il re Tvrtko I di Bosnia e Đurađ II Balšić, sovrano di Zeta (uno staterello serbo, vassallo di Murad), portò agli scontri tra bosniaci e turchi prima di quanto si potesse prevedere. 
La prima incursione ottomana in Bosnia(di cui vi sono limitate informazioni) ebbe luogo nell'ottobre del 1386; fu probabilmente suggerita e consentita da Đurađ, e causò il panico nella vicina Repubblica di Ragusa. Nel 1388 Đurađ contattò Lala Şahin Pasha, dichiarando poi guerra in Epiro, sperando di offendere Tvrtko.

## Attacco ottomano
La minaccia di un attacco ottomano alla Bosnia si concettualizzò all'inizio di agosto del 1388. Il sovrano ottomano Murad I aveva inviato Lala Şahin Pasha per assistere Đurađ. Le autorità ragusane inviarono un emissario a Đurađ riguardo ai turchi che avevano fatto irruzione a Zachlumia, nel sud del regno di Tvrtko e molto vicino alla stessa Ragusa. 
Il 15 agosto i ragusani decisero di dare rifugio nel loro stato ai sudditi di Tvrtko, che fuggivano dall'avanzata degli invasori, permettendo prima ai nobili, poi alla gente comune di rifugiarsi nella città di Dubrovnik e nella penisola di Pelješac, intorno alla città di Ston. 
Le mura di Stagno furono preparate per la difesa; il 19 agosto tutti gli abitanti furono incaricati di difendere la penisola, e il giorno successivo anche Tvrtko inviò 1 000 uomini in aiuto dei difensori. Lo stesso giorno fu inviato anche un emissario a Lala Şahin Pasha, che era già nelle vicinanze. I ragusani erano intenzionati a mettersi al sicuro di fronte allo scontro imminente, quindi l'emissario inviato al comandante ottomano aveva probabilmente lo scopo sia di negoziare che di fornire informazioni. Il 22 agosto venne chiesto consiglio anche al tribunale ungherese.
Non abbiamo informazioni rimaste riguardo la dimensione dell'esercito inviato da Murad contro Tvrtko, ma si ipotizza dovesse essere considerevole, poiché comprendeva i suoi stessi figli. Certamente non era un gruppo vasto e conquistatore, ma non era nemmeno un gruppo piccolo e mero saccheggiatore. Il suo obiettivo era portare saccheggi e mostrare la potenza militare di Murad.
L'esercito di re Tvrtko, guidato dal suo generale più capace e fidato, il granduca di Bosnia Vlatko Vuković, permise ai turchi di penetrare fino alla città di Bileća. I bosniaci ingaggiarono gli invasori nelle gole di Zachlumian  e li sconfissero in modo decisivo
Lala Şahin Pasha riuscì a malapena a salvarsi; pochi dei suoi uomini furono altrettanto fortunati. La data precisa è controversa; secondo una cronaca successiva dei fatti, la battaglia ebbe luogo il 27 agosto. Eppure, già il 26 agosto i ragusani informarono del risultato il re Sigismondo d'Ungheria e decisero di liberare gli zetani e gli albanesi catturati, che erano stati nell'esercito ottomano.

## Conseguenze
L'attacco e la sconfitta ottomana resero sia Tvrtko che Đurađ più disposti a scendere a patti tra loro. Nonostante ciò, la vittoria bosniaca non ha oscurato gli effetti del saccheggio ottomano. 
Sebbene future incursioni rimanessero una possibilità, i bosniaci non affrontarono più l'esercito ottomano per quasi un anno dopo la vittoria a Bileća. Nel giugno 1389, tuttavia, Murad stesso marciò verso ovest, forse con l'intenzione di colpire Tvrtko. Murad potrebbe anche aver sospettato che Lazar, sovrano della Serbia morava, abbia contribuito alla sconfitta vicino a Bileća Ciò costrinse bosniaci e serbi a unirsi contro il suo esercito nella battaglia del Kosovo.